# Steinkiste auf Björkön
Auf der Insel Björkön im Svanefjord westlich des Vänern südlich von Ånimskog in Dalsland in Schweden wurde in den 1930er Jahren die zusammengebrochene Steinkiste auf Björkön (schwedisch Hällkista på Björkön) entdeckt. 
In der etwa 3500 Jahre alten Steinkiste wurden Pfeilspitzen aus Schiefer und Feuerstein und neben einzelnen Scherben eine kompakte Schicht von insgesamt 1150 Tonscherben mit Verzierungen, die an Ganggrab-Keramik erinnern, gefunden. Die Werkzeuge aus Feuerstein bestanden aus Schabern und Messern. Es fand sich Geschirr, das mit feinkörnigem Schiefer gemagert wurde, und Schmuck aus Schiefer.